# Gare de Mâlain
Gare de Mâlain vasútállomás Franciaországban, Mâlain településen.

## Vasútvonalak
Az állomást az alábbi vasútvonalak érintik:
- Párizs–Marseille-vasútvonal

## Kapcsolódó állomások
A vasútállomáshoz az alábbi állomások vannak a legközelebb:
- Gare de Blaisy-Bas
- Gare de Lantenay